# Los ojos de mi princesa
Los ojos de mi princesa es una novela juvenil escrita por el mexicano Carlos Cuauhtémoc Sánchez en 1996, originalmente llamada "La fuerza de Sheccid", y fue publicada en una versión extendida en el año de 2004.

## Reseña
«Los ojos de mi princesa» relata la historia de José Carlos, un joven estudiante de quince años, que se enamora de una joven compañera del colegio a la que él llama Sheccid, cuyo nombre real es Lorenna Deghemteri. José Carlos la nombra Sheccid, inspirado por las historias que desde niño le contaba su abuelo acerca de una princesa muy bella y de ojos hermosos, que ayudó a que un hombre apresado, se olvidara de su venganza contra aquellos que lo condenaron, haciendo que recuperara su buen corazón para poder así salir del lugar donde se encontraba y salir adelante, por su enamorada. Sin embargo, este prisionero nunca pudo confesar su amor a la princesa. José Carlos
tendrá que superar muchos problemas para por fin estar cerca de su princesa. José Carlos escribe un libro inspirado de Sheccid.
Dicha obra contiene dos partes, relatadas por José Carlos, y una tercera parte relatada por Lorenna, contándonos que es lo que pasaba con ella mientras José Carlos la intentaba conquistar.
La obra muestra una historia más amplia y sirve como precuela de la obra publicada en 1998 La fuerza de Sheccid del mismo autor.
Los ojos de mi princesa se convirtió en el segundo superventas[cita requerida] para Carlos Cuauhtémoc Sánchez, con de más de un millón de libros vendidos alrededor del mundo, el segundo superventas del autor tras Volar sobre el pantano de 1995.[cita requerida]

## Personajes
- José Carlos: nos narra las experiencias de su vida para conseguir a su Sheccid.
- Lorenna Deghemteri: estudiante de 2.º año que posteriormente será bautizada como Sheccid.
- Mario Ambrosio: amigo de José Carlos, luego formara parte del Club de la Dicha. En el libro nos dice que él es uno de los primeras personas infectadas con el sida.
- Joaquín: hermano de Lorenna.
- Rafael: amigo de José Carlos.
- Salvador: amigo de José Carlos.
- Pilar: hermana de José Carlos, debido a que es casi de la misma edad que él, lo ayuda en diferentes ocasiones.
- Camelia: amiga cercana de Lorena en la etapa de colegio.
- Ariadne: mejor amiga de Lorenna, posteriormente se convierte en la mejor amiga de José Carlos.
- Justine: prima de Lorenna, son de familias paralelas.
- Adolfo: pretendiente de Sheccid y rival de José Carlos.
- Hector: amigo de José Carlos y ayudante en su pelea con Adolfo.
- Maestra Areli
- Samuel: hermano de Sheccid